# Daïra de Nedroma
La daïra de Nedroma est une daïra d'Algérie située dans la wilaya de Tlemcen et dont le chef-lieu est la ville éponyme de Nedroma.

## Localisation
La daïra est située au nord-ouest de la wilaya de Tlemcen.

## Communes de la daïra
La daïra de Nedroma est composée de deux communes : Djebala et Nedroma.